# Liste der denkmalgeschützten Objekte in Bizau
Die Liste der denkmalgeschützten Objekte in Bizau enthält die 7 denkmalgeschützten, unbeweglichen Objekte der Gemeinde Bizau im Bregenzerwald.

## Denkmäler
| Foto |                 | Denkmal                                                      | Standort                                        | Beschreibung | Metadaten |
| ---- | --------------- | ------------------------------------------------------------ | ----------------------------------------------- | --- | --- |
| ja   | Datei hochladen | Kapelle Hinteregg HERIS-ID: 4753 Objekt-ID: 609              | bei Hinteregg-Vorderteil 176 Standort KG: Bizau | Die im 18. Jahrhundert errichtete Kapelle Hinteregg ist ein gemauerter Rechteckbau mit holzgerahmten Fenstern und Türen, bezeichnet mit 1907 und gedeckt durch ein geknicktes Satteldach mit Holzschindeln, über dem sich ein sechseckiger Dachreiter erhebt. Äußerlich ähnelt sie der Kapelle bei Löffelau. Der Innenraum hat eine holzverkleidete Decke. Zur Ausstattung zählen Figuren der hll. Andreas und Jakobus aus dem 16. Jahrhundert sowie bemalte hölzerne Kreuzwegstationen und eine Engelsfigur aus der Zeit nach 1800. Früher stand auf dem Altar eine wertvolle gotische Madonna aus dem 15. Jahrhundert, die an einen anderen Ort in Verwahrung gegeben wurde.              | BDA-Hist.: Q38055755 Status: § 2a Stand der BDA-Liste: 2025-06-30 Name: Kapelle Hinteregg GstNr.: .262 Kapelle Hinteregg-Vorderteilvorsäß          |
| ja   | Datei hochladen | Kath. Pfarrkirche hl. Valentin HERIS-ID: 4750 Objekt-ID: 606 | Kirchdorf Standort KG: Bizau                    | Die barocke Pfarrkirche mit ihrem erst 1896 ausgebauten hohen Nordturm ist südseitig vom Friedhof umgeben. Der Bau aus dem 17. Jahrhundert wurde im Jahr 1788 teilweise erneuert. Hochaltar, Tabernakel und Kanzel im Innenraum stammen aus der Zeit um 1760. | BDA-Hist.: Q33718609 Status: § 2a Stand der BDA-Liste: 2025-06-30 Name: Kath. Pfarrkirche hl. Valentin GstNr.: .1 Pfarrkirche Hl. Valentin (Bizau) |
| ja   | Datei hochladen | Kriegerdenkmal HERIS-ID: 4751 Objekt-ID: 607                 | Kirchdorf Standort KG: Bizau                    | Vor dem Friedhof von Bizau steht eine Säule mit quadratischem Grundriss und einem Kreuz als Bekrönung. An der Vorderseite ist auf einem Metallrelief ein Soldat mit einem Kind dargestellt. Ein kleineres Relief an der Rückseite zeigt einen toten Soldaten und Himmelsfiguren. An drei Seiten sind Namenstafeln zur Erinnerung an die Gefallenen und Vermissten der beiden Weltkriege zu sehen. Für fünf Männer wurden zudem private Gedenksteine angefügt. | BDA-Hist.: Q38055154 Status: § 2a Stand der BDA-Liste: 2025-06-30 Name: Kriegerdenkmal GstNr.: 1 Kriegerdenkmal Bizau                              |
| ja   | Datei hochladen | Kruzifix/Kreuz HERIS-ID: 4752 Objekt-ID: 608                 | Kirchdorf 340 Standort KG: Bizau                | Nördlich der Kirche steht etwas erhöht ein Wegkreuz mit den Leidenswerkzeugen Christi und Symbolen der göttlichen Tugenden. Der Korpus ist ein Werk des Bizauer Bildhauers Alois Reich. | BDA-Hist.: Q38055445 Status: § 2a Stand der BDA-Liste: 2025-06-30 Name: Kruzifix/Kreuz GstNr.: 194/7                                               |
| ja   | Datei hochladen | Pfarrhof HERIS-ID: 31282 Objekt-ID: 28222                    | Kirchdorf 78 Standort KG: Bizau                 | Das zweigeschoßige Haus in verschindelter Blockbauweise steht mit der Traufseite zur Straße. | BDA-Hist.: Q37941391 Status: Bescheid Stand der BDA-Liste: 2025-06-30 Name: Pfarrhof GstNr.: .113                                                  |
| ja   | Datei hochladen | Kapelle Löffelau HERIS-ID: 4754 Objekt-ID: 610               | bei Löffelau 170 Standort KG: Bizau             | Die kleine rechteckige Kapelle mit einem Glockendachreiter über der Fassade steht in Löffelau mehr als vier Kilometer östlich des Ortes. | BDA-Hist.: Q38056120 Status: § 2a Stand der BDA-Liste: 2025-06-30 Name: Kapelle Löffelau GstNr.: .235 Kapelle Löffelau                             |
| ja   | Datei hochladen | Kapelle HERIS-ID: 4755 Objekt-ID: 611                        | Vorsäß Mellenstock Standort KG: Bizau           | Die in der zweiten Hälfte des 18. Jahrhunderts errichtete Kapelle bei Mellenstock ist ein gemauerter Rechteckbau, weiß gekalkt, mit rechteckigem Grundriss, hölzernem Vorzeichen und Apsis im 3⁄8-Schluss, gedeckt durch ein steiles geknicktes Satteldach mit Holzschindeln, darüber ein blechverkleideter gewölbter Dachreiter mit Glocke. Der Innenraum hat eine leicht gewölbte Decke mit Holzverkleidung. Der Altar verfügt über eine Muttergottesfigur mit Jesus und mehreren Heiligen zu ihren Füßen. An den Längswänden befinden sich Sitzbänke, darüber Bilder der hll. Johannes und Bartholomäus. An der Rückwand befinden sich als Holzmedaillons ausgeführte Kreuzwegstationen. | BDA-Hist.: Q38056313 Status: § 2a Stand der BDA-Liste: 2025-06-30 Name: Kapelle GstNr.: .287 Kapelle Vorsäß Mellenstock                            |